# 方培愷
方培愷，河南省汝寧府羅山縣人，清朝政治人物、進士出身。
光緒十二年（1886年），参加光緒丙戌科殿試，登進士二甲107名。同年五月，著主事分部学习。光緒三十四年，擔任廣西桂林府知府。